# 羅伯特·李 (德克薩斯州)
羅伯特·李（英語：Robert Lee）是一個位於美國德克薩斯州科克縣的城市。根據2010年美國人口普查，該地共人口1049人，而該地的面積約為3.00平方千米。同時該地也是科克縣的縣治。

## 地理
羅伯特·李的座標為31°53′44″N 100°29′06″W / 31.89556°N 100.48500°W，而該地的平均海拔高度為557米（即1827英尺）。